# 2016年リオデジャネイロオリンピックの韓国選手団
2016年リオデジャネイロオリンピックの韓国選手団（2016ねんリオデジャネイロオリンピックのかんこくせんしゅだん）は、2016年8月5日から8月21日にかけてブラジルのリオデジャネイロで開催された2016年リオデジャネイロオリンピックの韓国選手団、およびその競技結果。

## 概要
今大会は金メダル9個、銀メダル3個、銅メダル9個の合計21個のメダルを獲得した。
1904年セントルイスオリンピック以来112年ぶりに実施されたゴルフでは女子種目も初めて実施され、韓国の女子プロゴルファー朴仁妃が金メダルを獲得し初代女王となった。

## メダル
| メダル | 選手名                             | 競技                 | 種目                     |
| ------ | ---------------------------------- | -------------------- | ------------------------ |
| 金     | 朴相泳                             | フェンシング         | 男子エペ個人             |
| 金     | 秦鍾午                             | 射撃                 | 男子50mピストル          |
| 金     | ク・ボンチャン                     | アーチェリー         | 男子個人                 |
| 金     | 張恵珍                             | アーチェリー         | 女子個人                 |
| 金     | ク・ボンチャン イ・スンユン 金優鎮 | アーチェリー         | 男子団体                 |
| 金     | 張恵珍 チェ・ミソン 奇甫倍         | アーチェリー         | 女子団体                 |
| 金     | 朴仁妃                             | ゴルフ               | 女子                     |
| 金     | 金昭熙                             | テコンドー           | 女子49kg級               |
| 金     | 呉慧悧                             | テコンドー           | 女子67kg級               |
| 銀     | アン・バウル                       | 柔道                 | 男子66kg級               |
| 銀     | 鄭普涇                             | 柔道                 | 女子48kg級               |
| 銀     | 金宗玄                             | 射撃                 | 男子50mライフル伏射      |
| 銅     | 金賢宇                             | レスリング           | 男子グレコローマン75kg級 |
| 銅     | 尹真煕                             | ウエイトリフティング | 女子53kg級               |
| 銅     | 金正桓                             | フェンシング         | 男子サーブル個人         |
| 銅     | 郭同韓                             | 柔道                 | 男子90kg級               |
| 銅     | 鄭径恩 申昇瓚                      | バドミントン         | 女子ダブルス             |
| 銅     | 奇甫倍                             | アーチェリー         | 女子個人                 |
| 銅     | 金太勲                             | テコンドー           | 男子58kg級               |
| 銅     | 李大勲                             | テコンドー           | 男子68kg級               |
| 銅     | 車東旻                             | テコンドー           | 男子80kg超級             |